# Nartacio

Mapa con algunas de las principales ciudades de la antigua Tesalia y zonas adyacentes. Nartacio estaba situada entre el golfo Malíaco y Melitea.

Nartacio (en griego, Ναρθάκἶον) es el nombre de una antigua ciudad griega de Tesalia.
Estrabón la sitúa en el distrito de Ftiótide pero no da ninguna indicación adicional sobre su situación exacta.
Se ha conservado una inscripción que hace referencia a Nartacio, documentada como IG (9)2.89, fechada hacia el año 140 a. C. que trataba de un senadoconsulto sobre una disputa territorial entre Nartacio y Melitea.